# Robert Kells

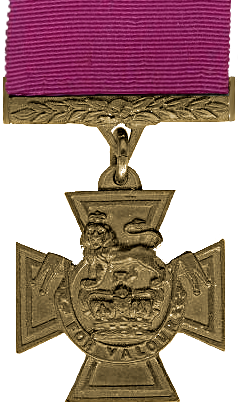
Creu Victòria.

Robert Kells VC (7 d'abril de 1832, Meerut, Índia Britànica - 14 d'abril de 1905, Lambeth, Anglaterra) fou un receptor de la Creu Victòria: va ser un anglès que va rebre la Creu Victòria, el premi més elevat i prestigiós que pot ser donat a un ciutadà de les forces britàniques o de la Commonwealth. La seva Creu Victòria, la qual va guanyar durant la rebel·lió índia de 1857, es mostra al Museu de Regiment del 9è/12è Regiment de llancers al Derby Museum and Art Gallery, a Derby.